# Emmanuel Iyoha
Emmanuel Iyoha (Düsseldorf, 11 ottobre 1997) è un calciatore tedesco, attaccante del Fortuna Düsseldorf.

## Carriera

### Club
Cresciuto nelle giovanili del Fortuna Düsseldorf, debutta in prima squadra il 23 ottobre 2015 nel match perso 2-1 contro il RB Lipsia.

### Nazionale
Partecipa con la nazionale Under-20 tedesca al campionato mondiale 2017 di categoria, disputando 2 partite e segnando la rete del 3-0 nel match vinto 3-2 contro Vanuatu.

## Statistiche

### Presenze e reti nei club
Statistiche aggiornate al 3 giugno 2017.
| Stagione                  | Squadra                   | Campionato                | Campionato | Campionato | Coppe nazionali | Coppe nazionali | Coppe nazionali | Coppe continentali | Coppe continentali | Coppe continentali | Altre coppe | Altre coppe | Altre coppe | Totale | Totale |
| Stagione                  | Squadra                   | Comp                      | Pres       | Reti       | Comp            | Pres            | Reti            | Comp               | Pres               | Reti               | Comp        | Pres        | Reti        | Pres   | Reti   |
| ------------------------- | ------------------------- | ------------------------- | ---------- | ---------- | --------------- | --------------- | --------------- | ------------------ | ------------------ | ------------------ | ----------- | ----------- | ----------- | ------ | ------ |
| 2015-2016                 | Fortuna Düsseldorf        | 2B                        | 5          | 0          | CG              | 0               | 0               |                    | -                  | -                  |             | -           | -           | 5      | 0      |
| 2016-2017                 | Fortuna Düsseldorf        | 2B                        | 17         | 0          | CG              | 0               | 0               |                    | -                  | -                  |             | -           | -           | 17     | 0      |
| Totale Fortuna Düsseldorf | Totale Fortuna Düsseldorf | Totale Fortuna Düsseldorf | 23         | 0          |                 | 0               | 0               |                    | -                  | -                  |             | -           | -           | 23     | 0      |
| 2017-2018                 | Osnabrück                 | 3L                        | 24         | 4          | CG              | 0               | 0               |                    | -                  | -                  |             | -           | -           | 24     | 4      |
| Totale carriera           | Totale carriera           | Totale carriera           | 47         | 4          |                 | 0               | 0               |                    | -                  | -                  |             | -           | -           | 47     | 4      |